# Сан-Чезарео
Сан-Чезарео (італ. San Cesareo) — муніципалітет в Італії, у регіоні Лаціо, метрополійне місто Рим-Столиця.
Сан-Чезарео розташований на відстані близько 28 км на схід від Рима.
Населення — 14 932 особи (2014).
Щорічний фестиваль відбувається 27 серпня. Покровитель — San Cesareo.

## Демографія
Населення за роками:

Станом на 1 січня 2023 року в муніципалітеті офіційно проживали 2294 іноземці з 68 країн, серед них 1639 громадян країн Євросоюзу та 31 громадянин України.

## Сусідні муніципалітети
- Колонна
- Монте-Компатрі
- Палестрина
- Рокка-Пріора
- Цагароло